# Peter Gorgels

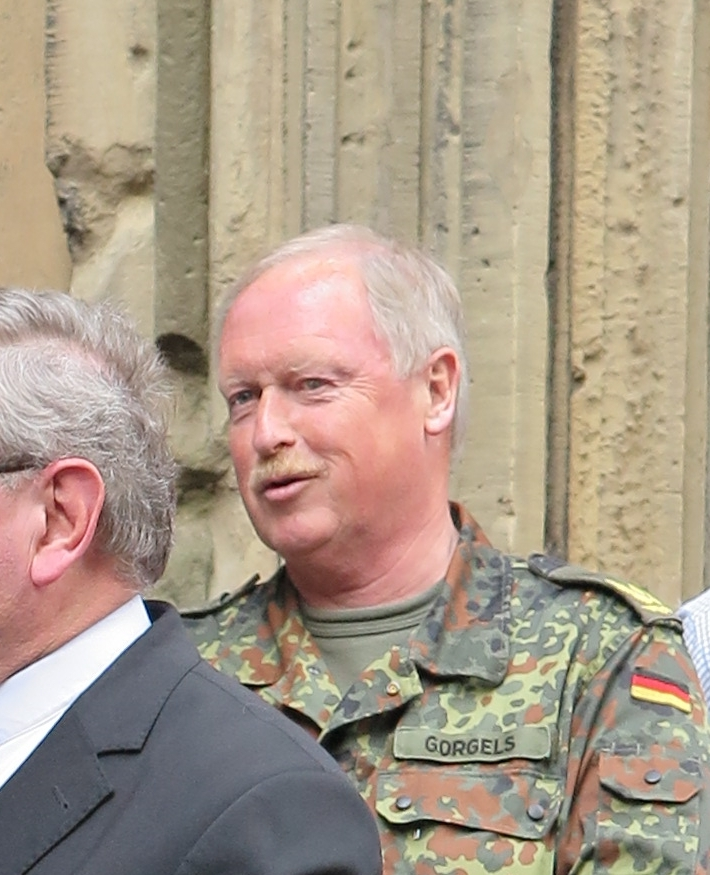
Peter Gorgels (2014)

Peter Gorgels (* 1955 in Stolberg) ist ein deutscher Brigadegeneral der Luftwaffe der Bundeswehr außer Dienst.

## Leben
Peter Gorgels trat 1974 in die Luftwaffe ein, studierte Bauingenieurwesen, absolvierte von 1986 bis 1988 den 31. Generalstabslehrgang Luftwaffe an der Führungsakademie der Bundeswehr und durchlief verschiedene Posten im Bundesministerium der Verteidigung sowie im Organisationsbereich der Streitkräftebasis. Unter anderem war er dort Abteilungsleiter Einsatz im Streitkräfteunterstützungskommando in der Luftwaffenkaserne im Kölner Stadtteil Wahn und organisierte die Hilfe der Bundeswehr beim Hochwasser an der Elbe 2002. Bis Januar 2013 war er Chef des Stabes des Streitkräfteunterstützungskommandos und übernahm anschließend den Dienstposten des Kommandeur des Landeskommandos Nordrhein-Westfalen von Oberst Ralf Kneflowski. Das Amt übergab er im März 2018 an Torsten Gersdorf und wurde zum Ende des Monats in den Ruhestand versetzt.
Peter Gorgels ist verheiratet, hat zwei Töchter und wohnt in Köln. Er ist Beisitzer im Landesvorstand Nordrhein-Westfalen des Volksbundes Deutsche Kriegsgräberfürsorge.